# 徳島県道・香川県道7号美馬塩江線
徳島県道・香川県道7号美馬塩江線（とくしまけんどう・かがわけんどう7ごう みましおのえせん）は、徳島県美馬市美馬町から香川県高松市塩江町に至る県道（主要地方道）である。

## 概要

### 路線データ
- 起点：徳島県美馬市美馬町芝坂（徳島県道12号鳴門池田線交点）
- 終点：香川県高松市塩江町安原上東（国道193号交点）
- 陸上距離：21.973 km（徳島県道12.396 km[平成29年徳島県道路現況調書]旧道47 m、香川県道9.577 km）

## 歴史
- 1959年（昭和34年）1月31日：県道美馬塩江線として認定[要出典]
- 1972年（昭和47年）3月10日：徳島県道・香川県道107号 美馬塩江線として認定[要出典]
- 1976年（昭和51年）10月5日：徳島県道・香川県道7号 美馬塩江線として主要地方道に昇格[要出典]
- 1993年（平成5年）5月11日 - 建設省から、県道として主要地方道に指定される[1]。

## 路線状況
起点から美馬温泉まで、また奥の湯温泉から終点までの区間はほぼ1.5 - 2車線が確保されている。相栗峠を挟む区間は美馬市側に極めて狭小な区間が少しあるものの、ほぼ1.5車線が確保されている。美馬市美馬町から高松市中心部へは一応最短距離になるが、相栗峠越えのロスが大きいため、時短効果は期待できない。（美馬市脇町を経由する徳島県道12号・国道193号ルートのほうが峠越えのロスが無く、かつ走行もしやすい）そのため、美馬温泉・奥の湯温泉、内場ダム、大滝大川県立自然公園や徳島県側の県境付近に点在する集落へのアプローチ道路という面がある。

### 橋梁
- 塩江橋（香川県高松市）香東川

## 地理

### 通過する自治体
- 徳島県
  - 美馬市
- 香川県
  - 高松市

### 交差する道路
- 徳島県道12号鳴門池田線（徳島県美馬市、起点）
- 香川県道153号大滝上西線（香川県高松市塩江町上西）
- 香川県道154号久保谷塩江線（香川県高松市塩江町上西）
- 国道193号（国道377号・国道492号重複）（香川県高松市塩江橋東詰交差点、終点）

## ギャラリー

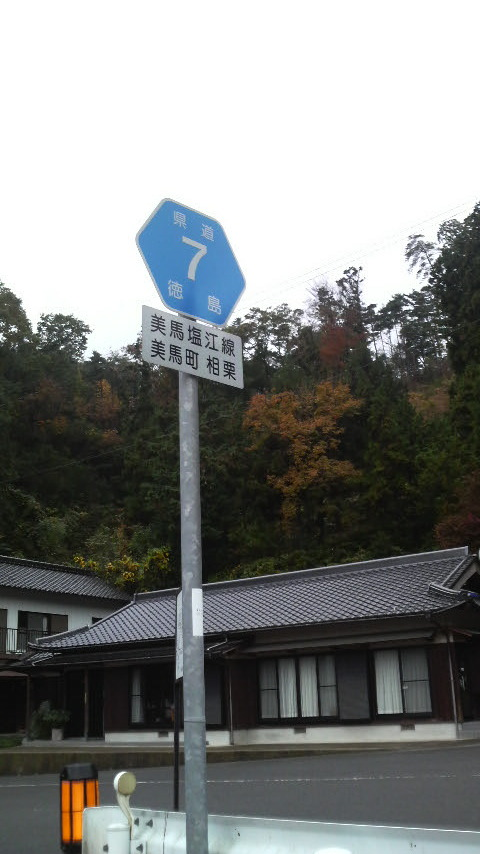
県道標識（徳島県側） （徳島県美馬市美馬町相栗）
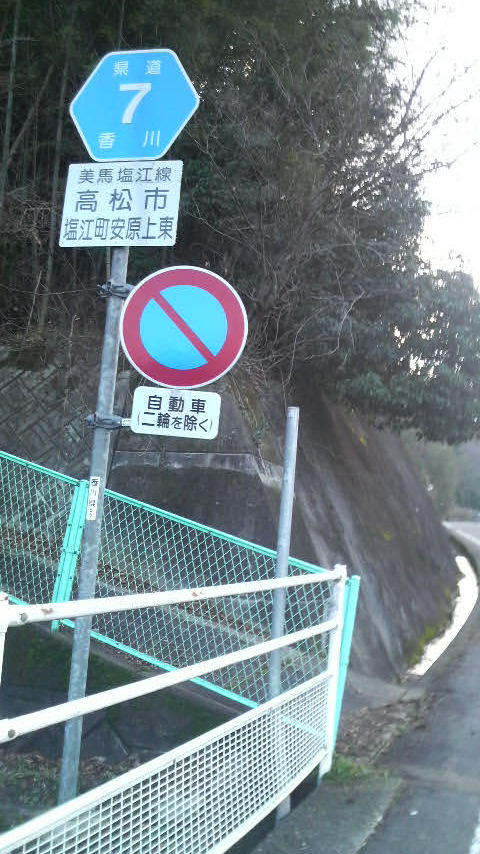
県道標識（香川県側） （香川県高松市塩江町安原上東）